# Eugen Meindl
Eugen Meindl (16. juli 1892 – 24. januar 1951) var en højt dekoreret tysk officer i faldskærmstropperne og general under 2. verdenskrig.

## Biografi
Eugen Meindl blev født i Donaueschingen. Han gjorde tjeneste i artilleriet fra 27. juli 1912. I 1. Verdenskrig ledede han en deling og senere et batteri hvorefter han gjorde tjeneste som adjudant for 67. artilleriregiment og senere for artillerichefen i 52. korps.
Meindl gjode tjeneste i forskellige artillerienheder i Reichswehr. Han blev forfremmet il kaptajn den 1. august 1924. Han gjorde tjeneste i Reichwehr ministeriet fra 14. september 1926 og tilbragte 10 år der inden han blev forfremmet til major.
Den 10. november blev oberstløjtnant Meindl udnævnt til chef for 112. bjergartilleri regiment i Graz. Som oberst anførte han "Meindl Gruppen" og foretog sit første faldskærmsudspring ved Narvik. Hans overførsel til Luftwaffe fulgte den 28. november 1940, selv om han havde været chef for "Assault Regiment Meindl" i faldskærmstropperne siden 9. august.
Ved den luftbårne invasion af Kreta sprang Meindl ud ved Plataniasbroen, hvor han blev skudt i brystet. Major Edgar Stentzler førte regimentet indtil oberst Hermann-Bernhard Ramcke ankom.
Den 26. februar 1942 blev generalmajor Meindl leder af den nyoprettede Luftwaffe Division Meindl i Rusland, og den 26. september overtog han kommandoen over 12. Fliegerkorps (senere 1. Luftwaffe feltkorps).
Meindl udmærkede sig under vinterkampene i Rusland og blev omtalt i Wehrmachtbericht. Den 5. november 1943 blev han forfremmet til kommanderende general for 2. faldskærmskorps, som han ledede på Vestfronten under invasionen i Normandiet og senere ved Cleve og i Reichswald. Meindls korps kæmpede med udmærkelse ved Goch og i Wesel brohovedet. Meindl blev taget til fange og tilbageholdt indtil 29. september 1947. Han døde i München.

## Udmærkelser
- Verwundetenabzeichen i sort
- Armband "Kreta"
- Tyske kors i guld (27. juli 1942)
- Jernkorset 1. og 2. klasse
- Jernkorsets ridderkost ved egeløv og sværd
  - Ridderkors (14. juni 1941)
  - 564. egeløv (31. august 1944)
  - 155. sværd (8. maj 1945)